# Cheloniinae
De Cheloniinae vormen een onderfamilie van de familie zeeschildpadden (Cheloniidae). De groep werd voor het eerst wetenschappelijk beschreven door Nicolaus Michael Oppel in 1811. De Cheloniinae worden in sommige indelingen, zoals die van van Fritz & Havaš uit 2007, niet meer erkend.
De onderfamilie telt twee monotypische geslachten, die dus elk één soort tellen. Alle soorten leven uitsluitend in zee en komen slechts aan land om de eitjes af te zetten. De Cheloniinae worden over het algemeen groter dan de soorten uit de enige andere onderfamilie Carettinae.

## Taxonomie
- Geslacht Chelonia
  - Soort Soepschildpad (Chelonia mydas)
- Geslacht Natator
  - Soort Platrugzeeschildpad (Natator depressus)